# Coregonus vandesius
Coregonus vandesius és una espècie de peix de la família dels salmònids i de l'ordre dels salmoniformes.

## Alimentació
Menja principalment crustacis (Entomostraca) i insectes petits.

## Distribució geogràfica
Es troba a Europa: Anglaterra i Escòcia.